# Cranswickite
La cranswickite est un minéral de la classe des sulfates. Il a été nommé en l'honneur de Lachlan M.D. Cranswick (1968-2010) qui a aidé à développer et à maintenir le projet Collaborative Computational Project No. 14 in Powder and Small Molecule Single Crystal Diffraction (CCP14). Lachlan était un expert en diffraction des rayons X et des neutrons sur poudre en utilisant la méthode de Rietveld. C'est le dimorphe de la starkeyite, c'est pourquoi il était appelé auparavant la "β-starkeyite".

## Caractéristiques
La cranswickite est un sulfate de magnésium tétrahydraté de formule chimique MgSO4·4H2O. Elle a été approuvée comme espèce valide par l'Association internationale de minéralogie en 2010. Elle cristallise dans le système monoclinique.

## Classification
Selon la classification de Nickel-Strunz, la cranswickite appartient à "07.CB: Sulfates (séléniates, etc.) sans anions additionnels, avec H2O, avec des cations de taille moyenne", avec les minéraux suivants : dwornikite, gunningite, kiesérite, poitevinite, szmikite, szomolnokite, cobaltkiesérite, sandérite, bonattite, aplowite, boyléite, ilésite, rozénite, starkeyite, drobecite, chalcanthite, jôkokuite, pentahydrite, sidérotile, bianchite, chvaleticéite, ferrohexahydrite, hexahydrite, moorhouséite, nickelhexahydrite, retgersite, biebérite, boothite, mallardite, mélantérite, zinc-mélantérite, alpersite, epsomite, goslarite, morénosite, alunogène, méta-alunogène, aluminocoquimbite, coquimbite, paracoquimbite, rhomboclase, kornélite, quenstedtite, lausénite, lishizhénite, römerite, ransomite, apjohnite, bilinite, dietrichite, halotrichite, pickeringite, redingtonite, wupatkiite et méridianiite.

## Formation et gisements
La cranswickite a été découverte à Calingasta (département de Calingasta, province de San Juan, Argentine) ; elle a également été décrite dans les mines Sulfocar situées dans cette même ville.